# Agrilus felix
Agrilus felix es una especie de insecto del género Agrilus, familia Buprestidae, orden Coleoptera. Fue descrita científicamente por Horn, 1891.
Se encuentra en el sudoeste de Estados Unidos y en México. Las larvas se encuentran en Atriplex, Parkinsonia, Grayia.